# Epiplema illotata
Epiplema illotata är en fjärilsart som beskrevs av Hugo Theodor Christoph 1880. Epiplema illotata ingår i släktet Epiplema och familjen Uraniidae. Inga underarter finns listade i Catalogue of Life.